# Buğra Eryıldız
Buğra Eryıldız (Gazimağusa, 8 de desembre de 1982) és una jugadora turcoxipriota de voleibol, vòlei de platja i de neu. Juga voleibol de sala amb el club turcoxipriota Gazimağusa Belediyespor, de l'Ajuntament de Famagusta. Juga també per les seleccións nacionals de Turquia en voleibol de platja i de neu, com la seva compatriota Merve Çelebi. Va guanyar la medalla d'or, jugant amb la turca Aleyna Vance, en la quinta etapa del Campionat Europeu de Voleibol de Neu 2018 realitzada a Kranjska Gora. El 2018 va ser guardonada per la Federació de Voleibol de RTNC amb el premi especial voleibol platja i com a millor entrenadora de voleibol.